# Bisdom Kasese

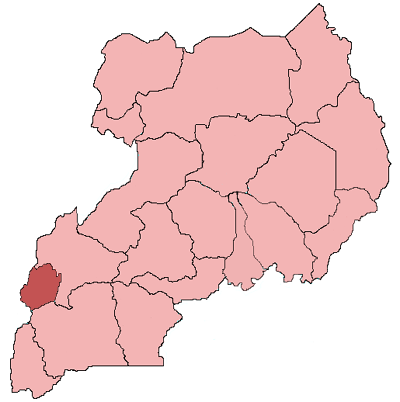
Het bisdom Kasese binnen Oeganda

Het bisdom Kasese (Latijn: Dioecesis Kasesensis) is een rooms-katholiek bisdom met als zetel Kasese in het westen van Oeganda. Het is een suffragaan bisdom van het aartsbisdom Mbarara. Het bisdom werd opgericht in 1989. De hoofdkerk is de kathedraal Our Lady Mary of Assumption.
In 2019 telde het bisdom 12 parochies. Het bisdom heeft een oppervlakte van 3.205 km². Het telde in 2019 747.000 inwoners waarvan 53,8% rooms-katholiek was. 

## Bisschoppen
- Egidio Nkaijanabwo (1989-2014)
- Francis Aquirinus Kibira, (2014-)